# Tàu điện ngầm Rotterdam
Tàu điện ngầm Rotterdam (tiếng Hà Lan: Rotterdamse metro) là một hệ thống vận chuyển nhanh được vận hành tại Rotterdam, Hà Lan và các đô thị lân cận của RET. Tuyến đầu tiên, được gọi là Noord - Zuidlijn (tuyến Bắc - Nam) mở cửa vào năm 1968 và chạy từ ga trung tâm đến Zuidplein, băng qua sông Nieuwe Maas trong một đường hầm. Đó là hệ thống tàu điện ngầm đầu tiên mở tại Hà Lan. Vào thời điểm đó, nó cũng là một trong những tuyến tàu điện ngầm ngắn nhất thế giới với chiều dài chỉ 5,9 km (3,7 dặm).
Năm 1982, một tuyến thứ hai đã được mở, tuyến Oost - Westlijn (tuyến Đông - Tây), chạy giữa các ga Capelsebrug và Coolhaven. Vào cuối những năm 1990, các dòng được đặt theo tên của hai công dân lịch sử Rotterdam, Erasmus Line (Bắc - Nam) theo Desiderius Erasmus và Caland Line (Đông - Tây) sau Pieter Caland. Kể từ tháng 12 năm 2009, những cái tên này đã bị loại bỏ một lần nữa vì sự kết hợp của các chữ cái và màu sắc, để nhấn mạnh và làm rõ sự khác biệt giữa các nhánh riêng biệt, đặc biệt là tuyến Đông - Tây cũ.